# Бет Яков пинкас
Бет Яков пинкас е пинкас (актова книга) на синагогата „Бет Яков“ в Скопие, пазен в Еврейския исторически музей в Белград. Воден от 1749 до 1913 година, пинкасът е ценен източник за историята на евреите в северната част на Македония.
Книгата е един от най-старите експонати в музея. Има 14 хартиени листа, 25 х 41 см, подвързана е с плат и кожа. Водена е на иврит и на ладински с курсивен и квадратен раши шрифт. Съдържанието е предимно да хуманитарните религиозни организации в Скопие - синагогата, Хевра Кадише, Бикур Холима и други. Записани са статути, хаскаме, с които се регулира плащането на таксите за членовете в общината, помощта на бедните с пари, храна, облекла, а особено на вдовиците и сираците. Водени са записи и за пътниците от Палестина, които пристигат в Скопие да събират помощи за Светата земя. Пинкасът дава сведения за икономическата история на еврейската община в Скопие, за социалната ѝ работа, връзките ѝ със съгражданите от други националности и с палестинската еврейска общност.